# Vladimir Il'ič Lenin (Majakovskij)
Vladimir Il'ič Lenin (in russo Владимир Ильич Ленин?) è un poema scritto da Vladimir Majakovskij tra il 1923 e il 1924, in seguito alla morte di Lenin avvenuta nel 1924.
I primi frammenti dell'opera cominciarono a circolare già nell'ottobre del 1924 su numerose riviste sovietiche.
Il poema uscì poi in edizione separata nel febbraio del 1925, edito da Gosizdat, a Leningrado.

## Edizioni
- Vladimir Majakovskij, Lenin, a cura di Pietro Antonio Zveteremich, Torino, Einaudi, 1946.
- Vladimir Majakovskij, Opere, V, Roma, Editori Riuniti, 1958,  pp. 281-322.
- Vladimir Majakovskij, Lenin, a cura di Angelo Maria Ripellino, Torino, Einaudi, 1967.